# Вајано Вале (Милано)
Вајано Вале је насеље у Италији у округу Милано, региону Ломбардија.
Према процени из 2011. у насељу је живело 153 становника. Насеље се налази на надморској висини од 109 м.